# アクセル (音響効果・選曲)
有限会社アクセル（英: AXL）は、日本のテレビ音効会社で、テレビ番組の音響効果・選曲の業務を行なっている。1998年4月設立。

## 所在地・代表者
- 東京都渋谷区広尾1-5-9 ミドルリバー広尾103
- 代表取締役 : 井澤利幸

## 主な作品

### 現在
- おはスタ（テレビ東京）
- 地元応援バラエティ このへん!!トラベラー（中京テレビ）
- 限定品コラボネーゼ（フジテレビ）
- マツコの部屋（フジテレビ）
- 志村けんの激ウマ列島（テレビ朝日）

### 過去
日本テレビ系列
- HAMASHO・第1期（読売テレビ制作）
- とんねるずの生でダラダラいかせて!!
- フジリコ（読売テレビ制作）
- 笑いの巨人
- ジャック10

TBS系列
- ブリンぶりん家（MBS毎日放送制作）
- 個人授業〜正しい和田アキ子の作り方〜

フジテレビ系列
- V.I.P.
  - 超V.I.P.
- FNS地球特捜隊ダイバスター

テレビ朝日系列
- ナイナイナ
- にっぽん菜発見 そうだ、自然に帰ろう（ABC朝日放送制作）

テレビ東京系列
- クイズ赤恥青恥
- ギャグコロスタジオ
- 萌えてムーチョ!
- おはコロシアム
- 女子アナ一直線!
- GO!GO!アッキーナ

独立UHF局
- 桜塚ヤンキース（テレビ埼玉制作）

衛星放送
- DAI★安BSフジNAVI（BSフジ制作）